# Université d'Estrémadure
L'université d'Estrémadure (en espagnol: Universidad de Extremadura ou UEx) est un établissement d'enseignement supérieur public espagnol dont le siège se trouve en Estrémadure (Badajoz et Cáceres), Mérida et Plasencia.